# Exorista brucorum
Exorista brucorum là một loài ruồi trong họ Tachinidae.